# Eleanor F. Helin
| Asteroides descubiertos: 872 | Asteroides descubiertos: 872 | Asteroides descubiertos: 872 | Asteroides descubiertos: 872 |
| ---------------------------- | ---------------------------- | ---------------------------- | ---------------------------- |
| (2062) Atón                  | 7 de enero de 1976           |                              | Asteroide Atón               |
| (2100) Ra-Shalom             | 10 de septiembre de 1978     |                              | Asteroide Atón               |
| (2135) Aristaeus             | 17 de abril de 1977          | con S. J. Bus                | Asteroide Apolo              |
| (3360) Syrinx                | 4 de noviembre de 1981       | con R. S. Dunbar             | Asteroide Apolo              |
| (3752) Camillo               | 15 de agosto de 1985         | con M. A. Barucci            | Asteroide Apolo              |
| (3757) Anagolay              | 14 de diciembre de 1982      |                              | Asteroide Amor               |
| (3988) Huma                  | 4 de junio de 1986           |                              | Asteroide Amor               |
| (4015) Wilson-Harrington     | 15 de noviembre de 1979      |                              |                              |
| (4034) Vishnu                | 2 de agosto de 1986          |                              | Asteroide Apolo              |
| (4055) Magellan              | 24 de febrero de 1985        |                              | Asteroide Amor               |
| (4197) Morpheus              | 11 de octubre de 1982        | con E. M. Shoemaker          | Asteroide Apolo              |
| (4660) Nereus                | 28 de febrero de 1982        |                              | Asteroide Apolo              |
| (4769) Castalia              | 9 de agosto de 1989          |                              | Asteroide Apolo              |
| (4957) Brucemurray           | 15 de diciembre de 1990      |                              | Asteroide Amor               |
| (5653) Camarillo             | 21 de noviembre de 1992      | con K. J. Lawrence           | Asteroide Amor               |
| (6456) Golombek              | 27 de julio de 1992          | con K. J. Lawrence           | Asteroide Amor               |
| (6489) Golevka               | 10 de mayo de 1991           |                              | Asteroide Apolo              |
| (7336) Saunders              | 6 de septiembre de 1989      |                              | Asteroide Amor               |
| (8013) Gordonmoore           | 18 de mayo de 1990           |                              | Asteroide Amor               |
| (9969) Braille               | 27 de mayo de 1992           | con K. J. Lawrence           |                              |
| (26858) Misterrogers         | 21 de marzo de 1993          |                              |                              |

Eleanor Francis Glo Helin (19 de noviembre de 1932-25 de enero de 2009) fue una astrónoma estadounidense que organizó y coordinó el International Near-Earth Asteroid Survey (INAS) durante los años 1980.Principal investigadora del programa Near Earth Asteroid Tracking (NEAT), y el Jet Propulsion Laboratory de la NASA.
Descubrió unos 872 asteroides, incluidos los dos primeros asteroides Atón: (2062) Atón y (2100) Ra-Shalom. También descubrió los asteroides Apolo (4660) Nereus y (4769) Castalia y los asteroides Amor (3240) Laocoon y (9969) Braille.
Se jubiló en 2002, y luego falleció el 25 de enero de 2009, a los 76 años de edad.

## Biografía
Helin nació como hija única de Fred y Kay Francis. A la edad de cinco años, se enfermó de poliomielitis, lo que la hizo estar postrada en cama durante varios meses.
Helin estudió geología en el Occidental College, saliendo poco después de su graduación en 1954.Se casó con Ron Helin y comenzó a trabajar en el Instituto de Tecnología de California, donde ella y Bruce C. Murray inició el Laboratorio de Investigación Lunar para prepararse para las misiones de aterrizaje lunar.
Helin estuvo activa en ciencia y astronomía planetaria en el Instituto de Tecnología de California y en el Laboratorio de Propulsión a Chorro durante más de tres décadas. Sus estudios de cráteres lunares despertaron interés sobre los objetos cercanos a la Tierra, y a principios de la década de 1970, inició el Palomar Planet-Crossing Asteroid Survey (PCAS) del Observatorio Palomar. Este programa es responsable del descubrimiento de miles de asteroides de todo tipo, incluidos más de 200 en órbitas de alta inclinación, otros asteroides en tipos raros y únicos de órbitas, 20 cometas y aproximadamente el 30 por ciento de los asteroides cercanos a la Tierra descubiertos en todo el mundo. Usando el telescopio Schmidt de 18 pulgadas, Helin descubrió su primer asteroide el 3 de julio de 1973.
En 1980, Helin comenzó a trabajar en JPL,[8] donde organizó y coordinó el Encuesta Internacional de Asteroides Cercanos a la Tierra (INAS) durante la década de 1980, fomentando y estimulando el interés mundial por los asteroides. En reconocimiento a sus logros, recibió la Medalla al Servicio Excepcional de la NASA.
Después de llevar a cabo el programa de búsqueda fotográfica PCAS de Palomar durante casi 25 años, Helin se concentró en el nuevo y mejorado programa de búsqueda Near Earth Asteroid Tracking (NEAT) utilizando sensores electrónicos en un telescopio de gran apertura. Fue la investigadora principal de este programa operado desde JPL, por el cual recibió el Premio JPL a la Excelencia de 1997. También recibió el Premio al Logro Grupal de la NASA para el Equipo NEAT.
En funcionamiento de 1995 a 2007, NEAT fue el primer programa de observación autónoma; ningún personal de JPL estaba en el lugar, solo la computadora de JPL Sunspark que hacía funcionar el sistema de observación durante la noche y transmitía los datos al JPL cada mañana para su revisión y confirmación de los miembros del equipo. NEAT detectó más de 26.000 objetos, incluidos 31 asteroides cercanos a la Tierra, dos cometas de largo período y el objeto único, 1996 PW, el asteroide más excéntrico conocido (e = 0.99012940), que se mueve en una órbita de largo período (4110,50 a), similar a un cometa (eje semimayor 256,601 AU).
Helin se retiró de la NASA en 2002 y murió en enero de 2009.
Los Observatorios Ópticos de Caltech organizaron un Taller Conmemorativo de Helin el 28 de septiembre de 2010 para honrar las contribuciones de Eleanor y Ronald Helin. El Observatorio Palomar inauguró una exposición dedicada a ella y a su trabajo con el telescopio Schmidt de 18 pulgadas en septiembre de 2013.

## Premios y honores
El asteroide que cruza Marte 3267 Glo, descubierto por Edward Bowell en 1981, recibió su nombre por su apodo. La cita oficial del nombre fue publicada por el Centro de Planetas Menores el 13 de febrero de 1987 (M.P.C. 11641).
En 1991, el USS Helin debutó en la película Star Trek VI: The Undiscovered Country. El barco recibió su nombre por "haber descubierto un número sin precedentes de asteroides y cometas".
En 1992, Helin recibió un doctorado honorario de su alma mater, Occidental College.
Helin fue galardonada con la Medalla de Servicio Excepcional de la NASA. En 1998 fue incluida en el Salón de la Fama de las Mujeres en la Tecnología.

## Descubrimientos
El Centro de Planetas Menores acredita a Helin el descubrimiento o co-descubrimiento de más de 900 planetas menores numerados, incluidos los dos primeros asteroides Aten: 2062 Aten y 2100 Ra-Shalom, que dieron lugar a este nuevo grupo orbital de objetos cercanos a la Tierra.
Ella también descubrió:
- Asteroides Apolo como 2135 Aristaeus, 3360 Syrinx, 4034 Vishnu, 4197 Morpheus, 4660 Nereus, 4769 Castalia y 6489 Golevka, entre otros,
- Asteroides Amor como 3757 Anagolay, 3988 Huma, 4055 Magellan, 4957 Brucemurray, 5653 Camarillo, 7336 Saunders y 8013 Gordonmoore,
- Tres troyanos de Júpiter, incluyendo 3240 Laocoon,
- Cruzadores de Marte como 9969 Braille,
- Cientos de asteroides del cinturón principal como 4897 Tomhamilton,

Los cometas descubiertos por Helin incluyen:
- 111P/Helin-Roman-Crockett
- 117P/Helin-Roman-Alu
- 132P/Helin–Roman–Alu
- 151P/Helin
- 152P/Helin-Lawrence
- El asteroide / Cometa periódico 4015 Wilson-Harrington